# Vilim Akvitanski
Vilim Akvitanski (lat. Gulielmus, fra. Guillaume; oko 755. – 28. svibnja 812./14.), vojvoda Akvitanije i kršćanski svetac.

## Životopis
Vilim je rođen u sjevernoj Francuskoj sredinom 8. stoljeća. Bio je rođak Karla Velikog, Kao mladić istakao se u brojnim borbama protiv muslimanskih osvajača. Poslije vojne karijere, 804., osniva samostan u Saint-Guilhem-le-Désertu. Samostan je stavio pod nadzor Benedikta iz Anianea, čiji je samostan bio u blizini. 806. se Vilim kao redovnik povlači u samostan i na kraju tamo umire 28. svibnja 812./14.

## Štovanje
Vilima je kanonizirao 1066. papa Aleksandar II. Prikazuje se kako od Benedikta prima redovnički habit ili kako skida oklop dok kleči pred opatom koji sjedi. Još ga se prikazuje kao pobožnika ili u oklopu, ili pak u benediktinskome habitu, dok mu oklop i kruna stoje sa strane. Spomendan mu je 28. svibnja